# XY Ворона
XY Ворона (лат. XY Corvi) — одиночная переменная звезда в созвездии Ворона на расстоянии (вычисленном из значения параллакса) приблизительно 12 716 световых лет (около 3 899 парсек) от Солнца. Видимая звёздная величина звезды — от +13,6m до +12,8m. Возраст звезды определён как около 60 млн лет.

## Характеристики
XY Ворона — жёлто-белая пульсирующая переменная звезда типа RR Лиры (RR(B))* спектрального класса F. Масса — около 0,67 солнечной, светимость — около 47,643 солнечных. Эффективная температура — около 6775 K.